# 부여 경찰서 서장관사
부여 경찰서 서장관사는 충청남도 부여군 부여읍에 있다. 2009년 12월 24일 부여군의 향토문화유산 제105호로 지정되었다.